# Berlins magistrat

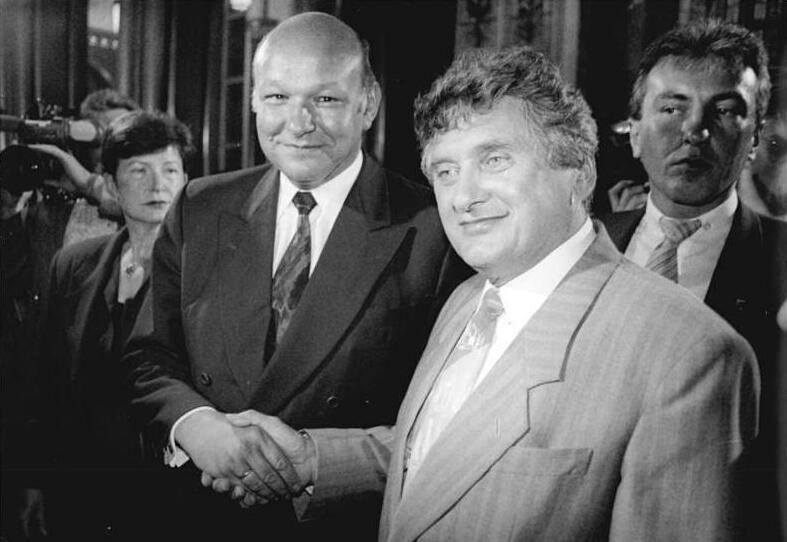
Västberlins regerande borgmästare Walter Momper och Östberlins sista Oberbürgermeister Tino Schwierzina 1990.

Berlins magistrat, Magistrat von Berlin (även Berliner Magistrat), från latinets magistratus, är en historisk benämning på Berlins högsta exekutiva organ, d.v.s. stadsförvaltningen (jämför magistrat i Sverige). 
Magistrat användes som benämning i Berlin 1808–1935 och 1945–1948. När staden delades i två delar skapades en magistrat i Västberlin men redan 1950 upphörde man att kalla den för magistrat. I Västberlin kallade man den istället för senat då Västberlin var en stadsstat i förbundsrepubliken (jämför Bremen och Hamburg). I Östberlin däremot behölls namnet fram till 1990. Det fanns även en skillnad i att Västberlins borgmästare kallades regerande borgmästare (Regierender Bürgermeister), medan Östberlins motsvarighet kallades överborgmästare (Oberbürgermeister).
I och med Berlins återförening 1991 upphörde magistraten att existera och gick upp i senaten. Då hade man under perioden 1990–1991 arbetat i en gemensam organisation som i folkmun kallades "MagiSenat" och samtidigt förberett den organisatoriska sammanslagningen.